# Matelea constanzana
Matelea constanzana är en oleanderväxtart som beskrevs av Jimenez. Matelea constanzana ingår i släktet Matelea och familjen oleanderväxter. Inga underarter finns listade i Catalogue of Life.